# Ritratto di Francesco Maria Imperiale (Mulinaretto)
Francesco Maria Imperiale è un ritratto a olio su tela realizzato nel 1713 da Giovanni Maria delle Piane e conservato ai Musei di Strada Nuova a Genova.

## Storia e provenienza
Il quadro è firmato e datato sul basamento della colonna: “SER.MO FRANC.US M.A IMPERIALIS / GENUE DUX AC CORSICE REX / JO M.A MOLINARETTUS FECIT / 1713”. Carlo Giuseppe Ratti nomina il dipinto fra quelli ricordati nella biografia dedicata al Mulinaretto. La tela, come testimonia Alizeri, nel 1847 si trovava in una sala di palazzo Imperiale di Campetto a Genova e confluì nelle collezioni civiche genovesi di Genova nel 1947 per legato di Giuseppina Imperiale di Sant’Angelo.

## Descrizione
L'opera raffigura Francesco Maria Imperiale eletto 141º doge della Repubblica di Genova nel settembre del 1711, e qui ritratto nel 1713, nell’ultima fase della carica triennale. Il pittore si ispira per l’occasione al ritratto di Luigi XIV di Francia dipinto da Hyacinthe Rigaud nel 1701, ricalcandone il modello nei particolari dell’ambientazione, nell’atmosfera solenne e nella regalità delle vesti. Il Doge è ritratto in piedi, a grandezza naturale, con un abito sontuoso che rispecchia il suo alto rango. Indossa una marsina, delle calze e delle scarpe di color rosso cremisi, che contrastano con la mozzetta d'ermellino bianco e il manto ricamato in damasco oro e argento. Con la mano destra tiene il mantello sul fianco mentre con la sinistra indica il trono e la corona, simboli del suo potere. Sulla sinistra un'aquila, emblema dello stemma di famiglia, gli porge lo scettro in volo. Sulla base della colonna binata, oltre a data e firma del pittore, è riportata un'iscrizione che identifica l'effigiato come "Genue dux ac Corsice rex" ("Doge di Genova e Re di Corsica"), sottolineando l'ufficialità del ritratto. Sullo sfondo una tenda cangiante sormonta il baldacchino, e si intravede il trono decorato con nappe dorate. Attraverso una serie di elementi simbolici Mulinaretto mette in atto una chiara celebrazione personale e dinastica dell’Imperiale al culmine della sua carriera politica.